# Betor
Betsläktet (Beta) är ett släkte i familjen Amarantväxter (Amaranthaceae). I Sverige finns en vildväxande art, beta (Beta vulgaris). Den förekommer också i flera odlade former, till exempel foderbeta, fodersockerbeta, mangold, rödbeta och sockerbeta.
- Wikimedia Commons har media som rör Betor.